# Sala Consilina
Sala Consilina is een gemeente in de Italiaanse provincie Salerno (regio Campanië) en telt 12.547 inwoners (31-12-2019). De oppervlakte bedraagt 59,2 km2, de bevolkingsdichtheid is 216 inwoners per km2.

## Demografie
Sala Consilina telt ongeveer 4515 huishoudens. Het aantal inwoners daalde in de periode 1991-2001 met 0,4% volgens cijfers uit de tienjaarlijkse volkstellingen van ISTAT.
| Jaar | Inwoneraantal |
| ---- | ------------- |
| 1991 | 12.772        |
| 2001 | 12.716        |

## Geografie
De gemeente ligt op ongeveer 614 m boven zeeniveau.
Sala Consilina grenst aan de volgende gemeenten: Atena Lucana, Brienza (PZ), Marsico Nuovo (PZ), Padula, Sassano, Teggiano.

## Externe link

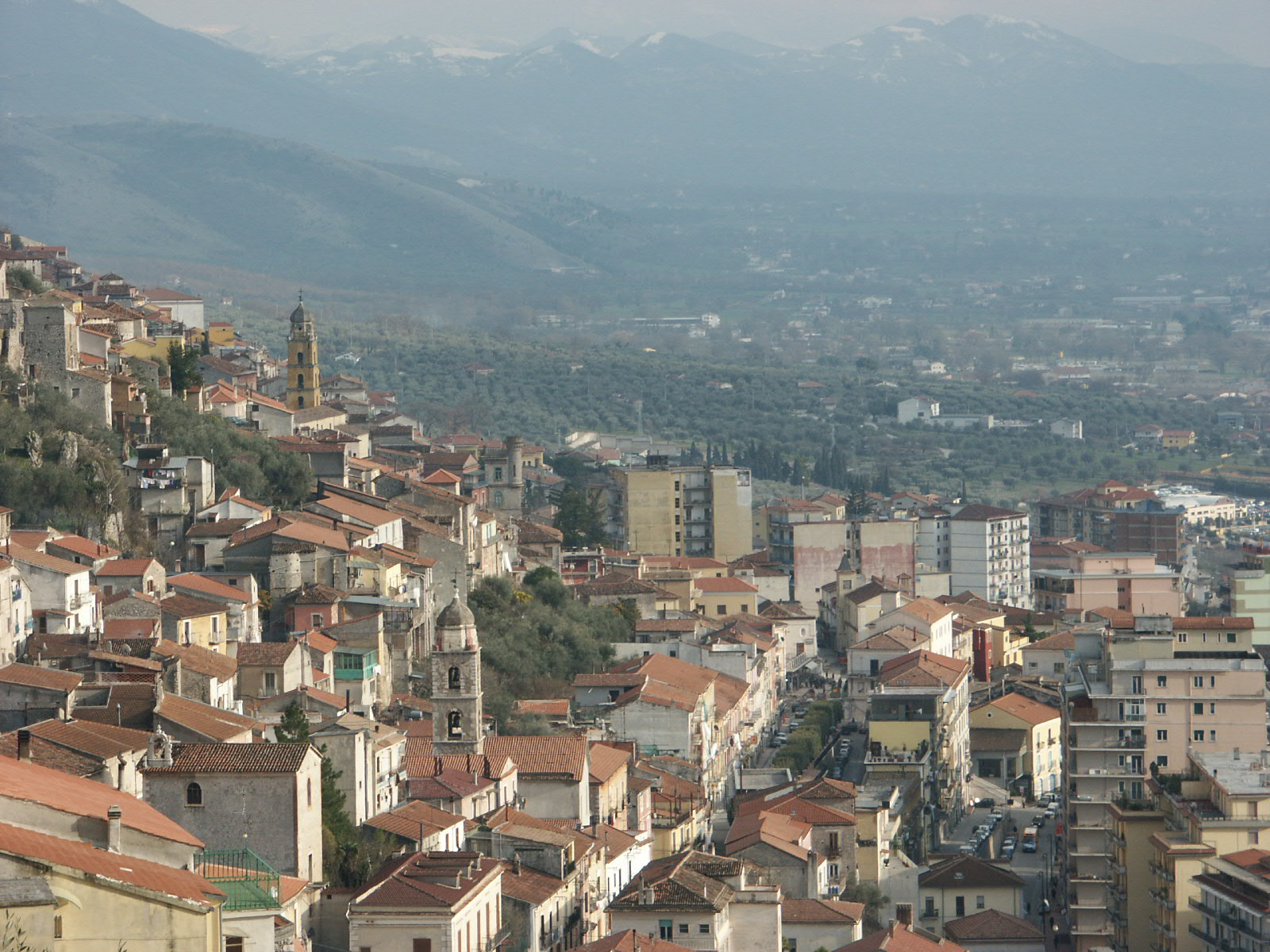
Sala Consilina